# Aspidhampsonia russoi
Aspidhampsonia russoi là một loài bướm đêm trong họ Noctuidae.